# Universidade de Múrcia
A Universidade de Múrcia (em espanhol Universidad de Murcia) é a principal instituição de ensino superior de Múrcia, na Espanha, com dois campi e 38 mil estudantes. Foi fundada no ano de 1272, sendo uma das universidades mais antigas do mundo.